# Escullera

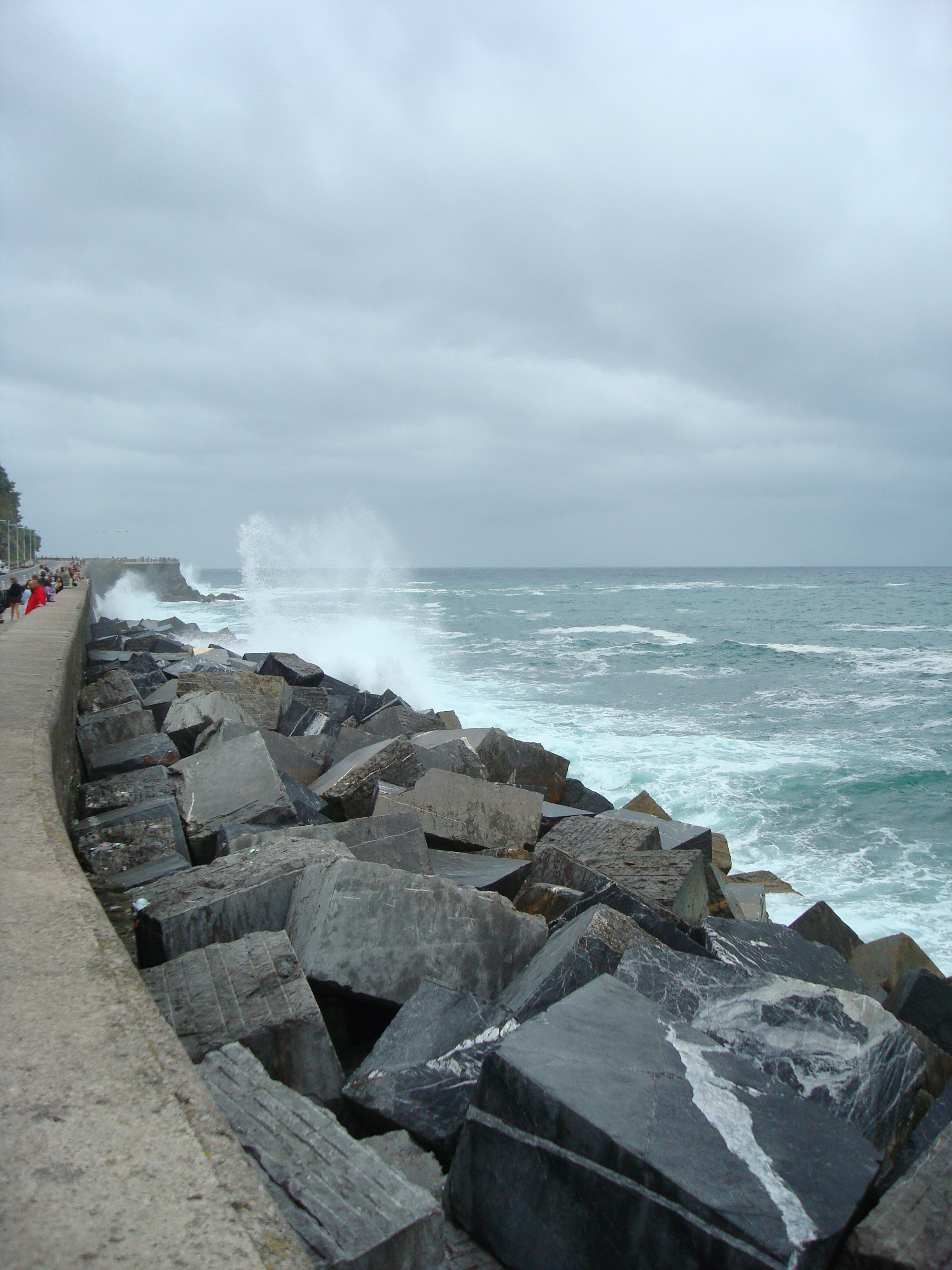
Escullera resistint un temporal a Donostia

Una escullera, també anomenada trencaones o trencaonades és una obra de caràcter marítim que es realitza mitjançant l'abocament de pedres o blocs a l'aigua, amb l'objectiu de desenvolupar un dic o talús que protegeixi una altra estructura davant la força de les onades o del corrent marí.

## Finalitats de les esculleres

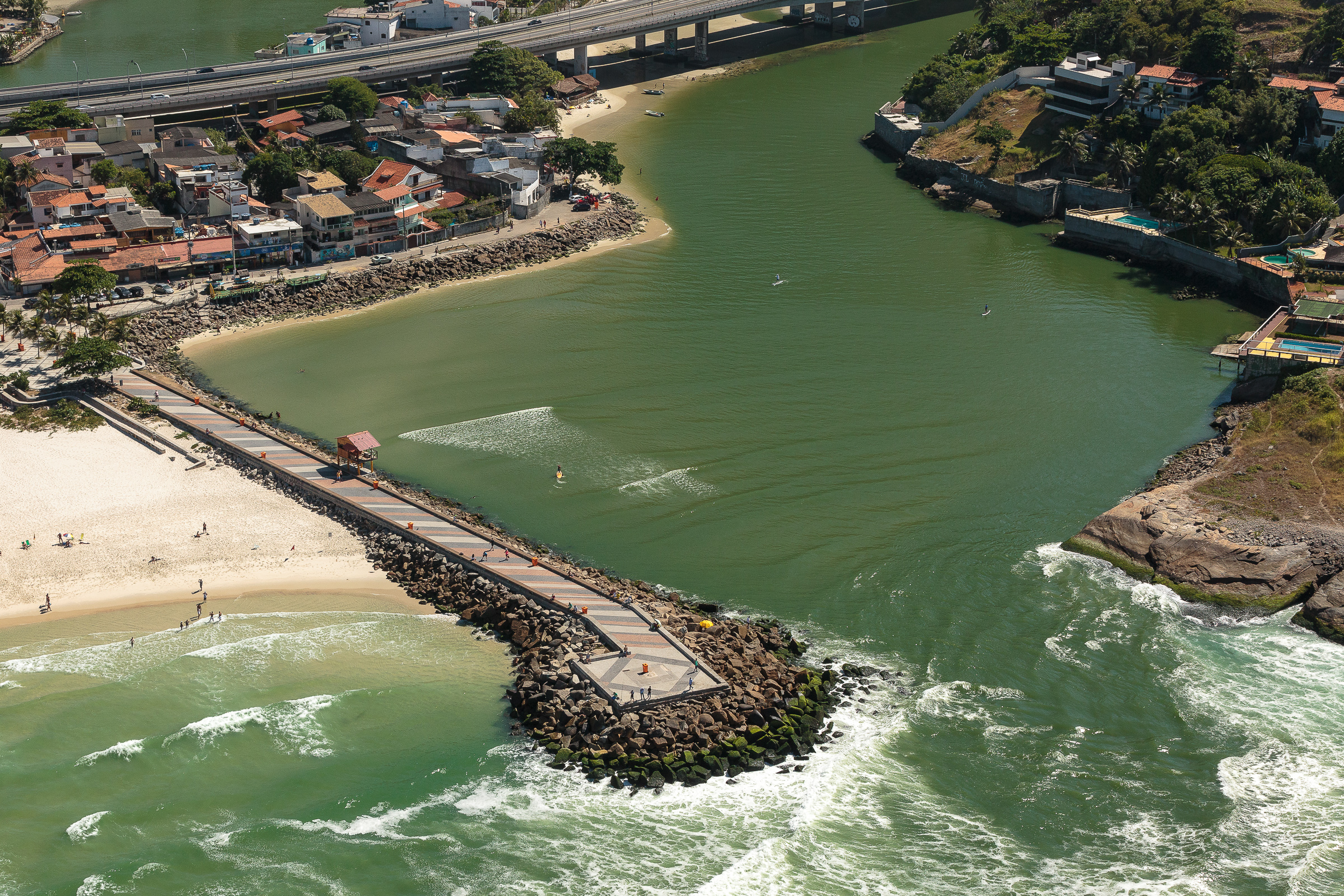
Barra da Tijuca - Rio de Janeiro

Les esculleres redueixen la intensitat de l'acció de les ones a les aigües costaneres i redueixen així l'erosió costanera o proporcionen un refugi segur. Les esculleres també poden ser petites estructures dissenyades per protegir una platja amb pendent suau i situades (30–90 m) en alta mar en aigües relativament poc profundes.
Un ancoratge només és segur si els vaixells ancorats estan protegits de la força dels forts vents i de les potents ones per una gran barrera submarina que es poden refugiar darrere. Els ports naturals estan formats per barreres com ara caps o esculls. Els ports mòbils, com el D-Day, els ports de Mulberry van ser posats en marxa i van actuar com a esculleres. Alguns ports naturals, com els de Plymouth Sound, Portland Harbour, i Cherbourg, s'han reforçat o ampliats per esculleres fetes de roca.

## Conseqüències no intencionades
La dissipació d'energia i l'aigua tranquil·la relativa creada a la vora de les esculleres freqüentment fomenta l'acreció de sediments (segons el disseny de l'escullera). Tanmateix, això pot conduir a l'acumulació excessiva del sortint, el que resulta en la formació de tómbols, la qual cosa redueix la deriva litoral cap a la riba de les esculleres. Aquesta captura de sediments pot causar efectes adversos a la deriva de les esculleres, el que porta a la inanició de sediments de platja i una més gran erosió. Això pot portar a la necessitat d'una protecció de l'enginyeria que es necessita a la deriva del desenvolupament de l'escullera. Les esculleres estan subjectes a danys, i el desbordament en les tempestes severes.
La reduïda heterogeneïtat del paisatge del fons marí introduïda pels espigons pot provocar una reducció de l'abundància i diversitat d'espècies en els ecosistemes circumdants. Com a resultat de la reducció de l'heterogeneïtat i de la disminució de les profunditats que produeixen els espigons a causa de l'acumulació de sediments, l'exposició als raigs UV i la temperatura de les aigües circumdants augmenten, cosa que pot alterar els ecosistemes circumdants. Però com a espècie d'espigó respectuós amb el medi ambient, els espigons de pila a causa de l'ocupació d'una petita àrea no són perjudicials per a la fauna marina.

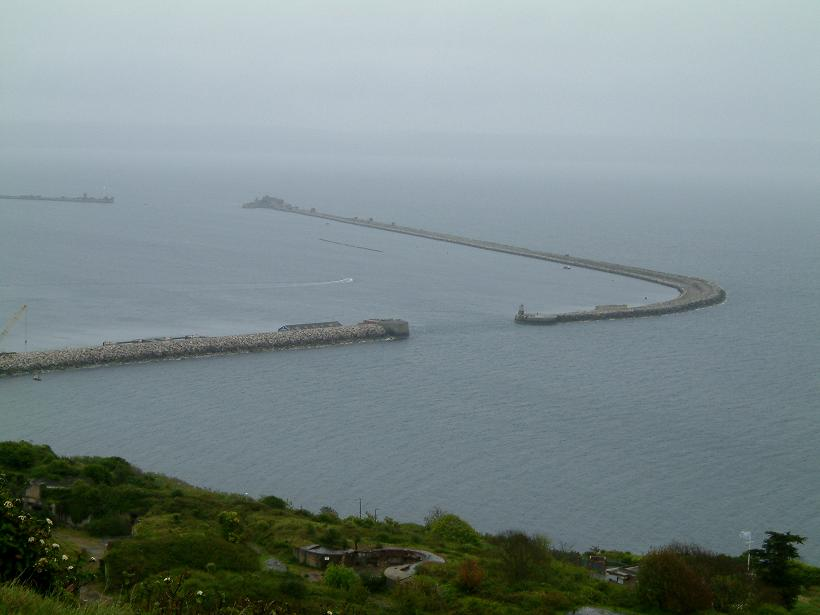
Tres de les quatre esculleres que formen el port de Portland

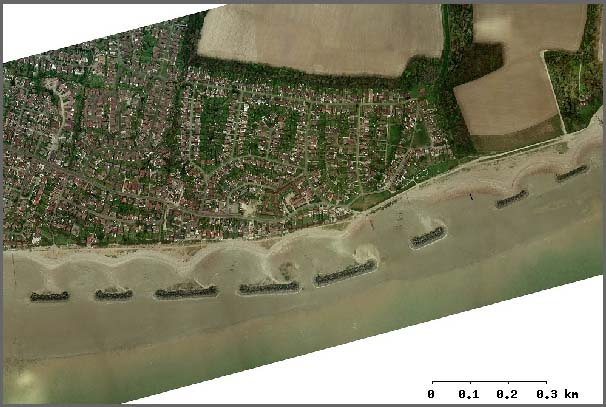
Les vuit esculleres a alta mar a Elmer, Regne Unit

## Construcció
Les esculleres es poden construir amb un extrem unit a la costa, en cas contrari, es posen al mar a 100-600 m de la línia de costa original. Hi ha dos tipus principals d'esculleres en alta mar (també anomenades esculleres separades), individuals i múltiples; el solitari, com el seu nom suggereix, significa que l'escullera consisteix en una barrera ininterrompuda, en la qual s'ubiquen amb múltiples esculleres (en números des de dos fins a vint) amb espais entre 50 i 300 m. La longitud de la bretxa es regeix en gran manera per les longituds d'ona que interactuen. Les esculleres poden ser fixes o flotants, i impermeables o permeables per permetre la transferència de sediments cap a la costa de les estructures, l'elecció depenent de l'amplada de marea i la profunditat de l'aigua. Normalment consisteixen en grans peces de roca (granit) que pesen fins a 16 tones cadascuna, o monticles de runes. El seu disseny està influenciat per l'aproximació de l'angle d'onada i per altres paràmetres ambientals. La construcció de l'escullera pot ser paral·lela o perpendicular a la costa, segons els requisits de la costa.
Les formacions sortints com a resultat de les esculleres són una funció de la distància a la qual es construeixen les esculleres des de la costa, la direcció a la qual l'onada colpeja a l'escullera, i l'angle en què es construeix l'escullera (en relació amb la costa). D'aquests tres, l'angle al qual es construeix l'escullera és el més important en la formació de sortints dissenyats. L'angle en què es construeix l'escullera determina la nova direcció de les ones (després d'haver colpejat les esculleres) i, al seu torn, la direcció que el sediment fluirà i s'acumula al llarg del temps.

## Tipus
L'estructura d'una escullera està dissenyada per absorbir l'energia de les ones que l'afecten, ja sigui utilitzant massa (per exemple, amb caixes) o utilitzant un pendent de revestiment (per exemple, amb unitats d'armadura de roca o de formigó).
En l'enginyeria costanera, un revestiment és una estructura recolzada per la terra, mentre que una escullera és una estructura recolzada pel mar (és a dir, aigua de tots dos costats).

### Runes
Les esculleres dels monticles de runes utilitzen buits estructurals per dissipar l'energia de les onades. Les esculleres dels monticles de runes consisteixen en piles de pedres més o menys ordenats seu pes unitari: pedres més petites per al nucli i pedres més grans com una capa d'armadura que protegeix al nucli de l'atac de les ones. Les unitats d'armadura de roca o de formigó a l'exterior de l'estructura absorbeixen la major part de l'energia, mentre que les grava o sorres eviten que l'energia de les ones continuï a través del nucli de l'escullera. Els pendents del revestiment estan típicament entre 1: 1 i 1: 2, depenent dels materials utilitzats. En aigües poc profundes, les esculleres de revestiment solen ser relativament barats. A mesura que augmenta la profunditat de l'aigua, els requeriments de material i, per tant, els costos, augmenten significativament.

### Pou de cimentació
Les esculleres de pous de cimentació solen tenir costats verticals i, generalment, es construeixen on és convenient amarrar un o més vaixells a la cara interna de l'escullera. Utilitzen la massa del pou i el farcit dins d'aquest per resistir les forces de bolcat aplicades per les ones que els colpegen. Són relativament cars de construir en aigües poc profundes, però en llocs més profunds poden oferir un estalvi significatiu sobre les esculleres de revestiment. Un monticle de runes addicional es col·loca de vegades davant de l'estructura vertical per absorbir l'energia de les onades i, per tant, reduir la reflexió de les ones i la pressió de les onades horitzontals a la paret vertical. Un monticle de runes addicional es col·loca de vegades davant de l'estructura vertical per absorbir l'energia de les onades i, per tant, reduir la reflexió de les ones i la pressió de les onades horitzontals a la paret vertical.

### Calaix d'absorció d'onades
Un concepte similar, però més sofisticat, és un calaix d'absorció d'onades, que inclou diversos tipus de perforació a la paret frontal.
Aquestes estructures s'han utilitzat amb èxit en la indústria petroliera a alta mar, però també en projectes costaners que requereixen estructures de cresta més baixa, per exemple, en un passeig urbà on la vista sobre el mar és un aspecte important com a Beirut i Mònaco. En aquest últim cas, actualment s'està duent a terme un projecte a l'Anse du Portier, que inclou 18 calaixos de 27 m d'altura que absorbeixen les onades.

### Atenuador d'onades
Els atenuadors d'onades es componen d'elements de formigó adequadament dimensionats i situats horitzontalment a només a uns 30 cm a sota la superfície lliure, situats al llarg d'una línia paral·lela a la costa. L'atenuador d'ones té quatre lloses del costat del mar (cap al mar), una llosa vertical i dues lloses del costat del darrere (cap a l'interior), cadascuna separada de la següent per un espai de 200 mm. Aquesta fila de 4 lloses laterals davanteres i dues lloses laterals del darrere, reflecteix l'ona costa fora per l'acció del volum d'aigua situat sota de la mateixa, que, per oscil·lar sota l'efecte de l'ona incident, crea onades en oposició de fase a l'onada incident aigües avall de les lloses.

## Unitats d'armadura de l'escullera

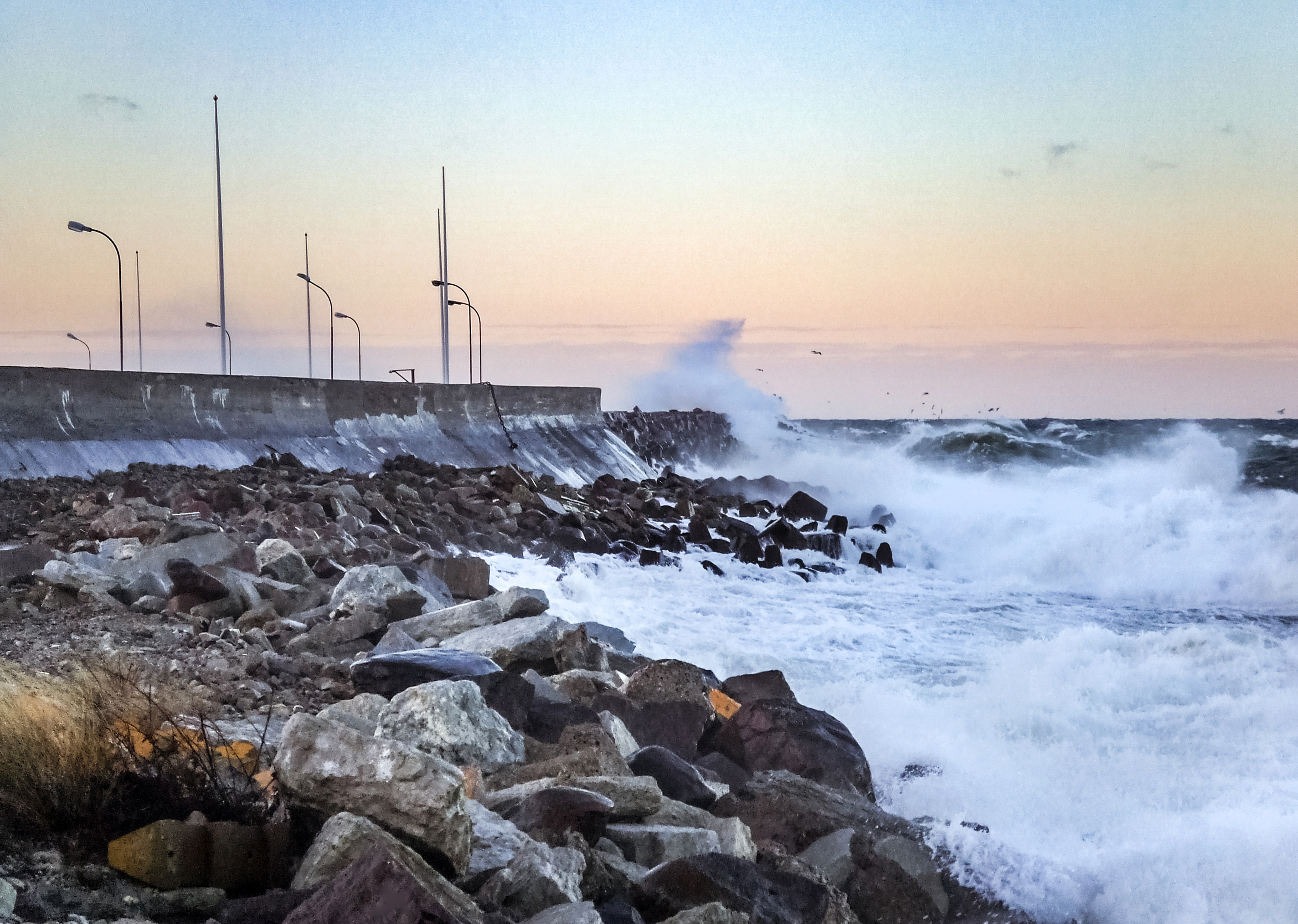
El mateix moviment de les onades a la escullera de Visby a Suècia.

A mesura que les altures de les ones de disseny es fan més grans, les runes de l'escullera requereixen unitats d'armadura més grans per resistir les forces de les onades. Aquestes unitats d'armadura poden estar formades de formigó o de roca natural. La classificació estàndard més gran per a les unitats d'armadura de roca donada a CIRIA 683 'The Rock Manual' és de 10–15 tones. Es poden trobar graduacions més grans, però en la pràctica la mida final està limitada per les propietats de fractura natural de la roca disponible localment. Les unitats d'armadura en forma de formigó (com Dolos, Xbloc, Tetràpode, etc., es poden proporcionar fins a aproximadament 40 tones (Per exemple, Jorf Lasfar, el Marroc), abans que es tornin vulnerables als danys causats pel pes propi, l'impacte de les onades i l'esquerdada tèrmica de les formes complexes durant el buidatge/curació. Quan les unitats d'armadura més grans calen per a les localitzacions més exposades en aigües molt profundes, les unitats d'armadura es formen amb major freqüència de cubs de formigó, que s'han utilitzat fins a l'extrem de l'escullera a Punta Langosteira, prop de La Corunya, Espanya.
El disseny preliminar de la mida de la unitat d'armadura sovint es realitza utilitzant l'equació de Hudson, Van der Meer i, més recentment, Van Gent et al .; tots aquests mètodes es descriuen a CIRIA 683 'The Rock Manual'  i el manual d'enginyeria costanera de l'Exèrcit d'Exèrcit dels Estats Units (disponible gratuïtament en línia) i en altres llocs. Per al disseny detallat, l'ús de models hidràulics físics a escala continua sent el mètode més fiable per predir el comportament real d'aquestes estructures complexes.

## Espigons al mar

### Espigons al final d'un riu
Els espigons solen col·locar-se al final dels rius per evitar que es formi un estuari; això serveix per a la canalització del riu perquè aquest mori al mar.

### Espigons als ports
Es posen espigons als ports per a la preservació dels sargs i que no siguin arrossegats.
També solen posar-se una mena d'espigons en molls comercials, com és el cas del port comercial de Gibraltar. En aquests espigons, els vaixells atraquen i les persones són traslladades a terra per un ferry. En aquestes construccions també solen atracar embarcacions per realitzar descansos, fer revisions o inspeccions o realitzar el proveïment de carburant.

## Interacció ones-estructura
Les estructures costaneres (en aquest cas les esculleres) construïdes per a disminuir o esmorteir l'energia de l'onatge poden fer-ho provocant:
- El trencament de l'onatge, i per tant, la dissipació de la seva energia; ja sigui per trencament o per flux a través del medi porós.
- La transmissió a l'altra banda de l'estructura, per ultrapassament (overtopping) o a través d'ella.
- La reflexió de l'onatge, i per tant, la devolució de l'energia al mar.
- L'efecte dels dos fenòmens anteriors.[11]